# 世界日報 (韓国)

世界日報（セゲイルボ）は韓国の世界平和統一家庭連合（家庭連合、旧・世界基督教統一神霊協会、統一教会）系の保守系日刊全国紙である。

## 概略
1989年2月1日に統一教会の有志財団によって創刊された。
同じく家庭連合系の日本の『世界日報』及びアメリカの『ワシントン・タイムズ』紙とは提携・姉妹紙関係にあたる。
本社はソウル特別市龍山区。
「天を愛す」、「人を愛す」、「国を愛す」を社是とし、初代発行人兼社長には統一教会の世界宣教本部長でもあった郭錠煥が、編集人兼主筆には李億淳（イ・オクスン）がそれぞれ就任した。1991年から1994年までは文鮮明の側近、朴普煕が社長を務めた。
創刊間もない頃は日韓の統一教会の信者達が無償で配達したこともあったが、今日では、ワシントンD.C.、東京、ウィーン、パリに特派員を配置しているほか、全世界の100カ国近くに海外通信員を置くなど、世界志向的な報道姿勢を取れるまでに成長している。
なお韓国では1946年から1948年まで同名の「世界日報」という新聞が実在したが、これは現在の世界日報との関係は一切ない。

## 論調
日本の小泉政権下で論議を呼んだ皇位継承問題について、日本の『世界日報』が女性天皇に対して反対の立場を取ったのに対して、韓国の『世界日報』は女性天皇を認めるべきと主張したことで、ねじれ現象が起きた。

## 議論を呼んだ記事
朴槿恵大統領がセウォル号沈没事故時に会っていたとされる元側近の鄭潤会（現在は民間人）が、国政に介入したとされる内容が記載された青瓦台の内部文書を報道した。大統領府は文章の存在は認めたものの、内容は否定している。検察は内部文書流出の容疑で元大統領府職員を事情聴取し、世界日報本社を家宅捜索した。また報道された当事者らから社長、記者らが名誉棄損で告訴された。